# Острови Нггела
Острови Нггелла або Острови Нггелла, раніше відомі як Флоридські острови, є невеликою острівною групою в Центральній провінції Соломонових Островів, суверенної держави, з 1978 року, в південно-західній частині Тихого океану. Назва «Острови Флорида» вийшла з ужитку після здобуття незалежності Соломонових Островів у 1978 році.
Група складається з чотирьох великих островів і близько 50 менших, багато з яких мають білі коралові пляжі. Чотири головні острови: Нггела Суле з островом Нггела Пайле на південному сході, розділені вузькою протокою Мболі, Олевуга (також відомий як Мобоконімбеті, а раніше - острів Піщана муха) і Ватілау (також відомий як Буенавіста) на північному заході. Менші острови включають: Ануха (70 га (170 акрів)), на південь від Нґґела-Суле, Тулаґі біля південно-західного узбережжя Нггела-Суле, нині столиця Центральної провінції, а раніше британський адміністративний центр Соломонів, Гавуту і Танамбоґо.

## Історія
Перше задокументоване виявлення європейцями було зроблено іспанською експедицією Альваро де Менданьї 16 квітня 1568 року. Точніше, це сталося завдяки місцевому плаванню на невеликому судні, в документах - бригантині «Сантьяго», якою командував маестро де Кампо Педро Ортега Валенсія, а лоцманом був Ернан Гальєґо. Саме вони позначили його на карті як «Паскуа Флорида» (від однойменного фестивалю), звідки і походить його сучасна назва «Флорида». Тулаґі в Нггела Суле був резиденцією адміністрації Британських Соломонових островів до вторгнення японців у 1942 році під час Другої світової війни.
Група островів Нґґела лежить безпосередньо на північ від більш відомого острова Ґуадалканал, місця проведення Гуадалканальської кампанії під час Другої світової війни; проте сам острів Нгджела Суле був захоплений японським гарнізоном у квітні 1942 року у зв'язку з їхніми спробами створити базу гідролітаків на сусідньому острові Ґавуту. 7 серпня того ж року 1-й батальйон 2-го полку морської піхоти США висадився на острові для прикриття штурму сусіднього острівця Тулагі. Острів Флорида слугував невеликою, другорядною базою для військових дій США, Австралії та Нової Зеландії в Тихому океані протягом всієї війни. Після звільнення острова союзниками від японців він став місцем розташування американської бази гідролітаків. Близько 80 японських солдатів з Тулаґі втекли на острів Флорида і протягом наступних двох місяців билися з патрулями морської піхоти і британських сил оборони Протекторату Соломонових островів, поки не були знищені. Згодом острів слугував водопоєм для ВМС США, відводячи воду з підземного джерела на острові[1].
Після Другої світової війни британська адміністрація переїхала до Хоніари, Ґвадалканал.

## Тваринний світ
Флоридський гологоловий щур - можливо, вимерлий - був ендеміком островів Нгджела. Чорний щур був інтродукований.
Серед інших тварин:
- темний піхвохвостий кажан
- діадема листоносий кажан
- карликова летюча лисиця
- Розетка Жоффруа
- велика зігнутокрила кажан
- острівний трубоносий плодоносець
- довгоязика нектарниця
- Соломонів голоспинний фруктовий кажан
- Вудфордський фруктовий кажан